# 常华

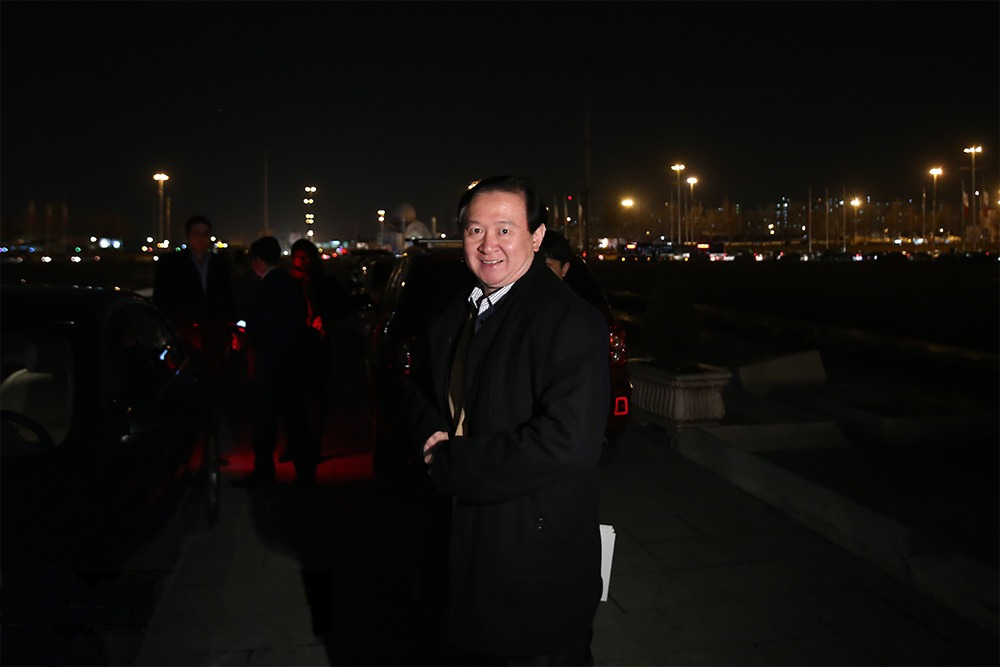
常华 (2020)

常华（1966年3月—），北京人，中华人民共和国外交官，曾任中华人民共和国驻也门共和国特命全权大使、中华人民共和国驻阿拉伯联合酋长国特命全权大使和中华人民共和国驻伊朗伊斯兰共和国特命全权大使，现任中华人民共和国驻沙特阿拉伯王国特命全权大使。

## 生平
1987年，进入中华人民共和国外交部工作，先后在外交部西亚北非司、驻约旦大使馆、驻黎巴嫩大使馆、驻伊拉克大使馆、驻叙利亚大使馆任职。2002年，任驻阿拉伯联合酋长国大使馆参赞。2006年，任外交部西亚北非司参赞，后升任副司长。2012年10月，接替劉登林出任中华人民共和国驻也门大使。2014年12月，接春黃杰民出任中华人民共和国驻阿拉伯联合酋长国大使。2016年，任中央外办外事管理局局长。2019年6月，接替龐森出任中华人民共和国驻伊朗大使至2024年4月离任。5月，接替陳偉慶出任中华人民共和国驻沙特阿拉伯大使。

## 荣誉

### 外国勋章奖章
- 一等独立勋章（阿联酋，2016年7月26日颁发[6]）

## 家庭
已婚，有一子。